# Монманьи (Квебек)
Монманьи (фр. Montmagny) — город в Канаде в провинции Квебек.

## История
Первые люди появились в Монманьи  приблизительно 10-11 тысяч лет назад в конце последнего ледникового периода. Эти племена пришли в Америку из Азии, когда ещё существовал перешеек на месте нынешнего Берингова пролива. В результате колонизации на территории Квебека появились три большие этнолингвистические общности: ирокезы, алгонкины и инуиты-алеуты, из которых выделились одиннадцать индейских народов: абенаки, алгонкины, аттикамеки, кри, гуроны, малеситы, микмаки, могавки, монтанье, наскапи и инуиты.

## Население
По результатам переписи 2011 года в городе жило 11 491 жителей, что на 1,2 % больше, чем согласно переписи 2006 года, когда было зарегистрировано 11 353 жителей.

## Достопримечательности
1. Парк Сен-Никола
2. Мировой аккордеонный перекресток (Carrefour mondial de l'accordéon)